# Tamáskó István
Tamaskó István (Pozsony, 1801. február 15. – Pozsony, 1881. január 26.) orientalista, filológus, műfordító és szanszkritológus, evangélikus líceumi tanár.

## Élete
Polgári szülők gyermekeként született, a Pozsonyi Evangélikus Líceumban tanult. 1822-ben ugyanott mint helyettes tanító az első grammatikai osztályt tanította hat hónapig. Ezután teológiai tanulmányainak folytatása végett az éppen akkor megnyílt bécsi protestáns teológiai fakultásra iratkozott be. Másfél évi itt tartózkodása után visszatért hazájába és több évig házinevelő volt. Eközben a kormány megengedte a protestáns teológusoknak a külföldi egyetemek látogatását. Tamáskó a pozsonyi evangélikus egyházgyülekezet támogatásával Göttingenbe ment, ahol Ewaldtól szanszkrit, Teschentől pedig arab nyelvet tanult. Két évi itt tartózkodás után visszatért hazájába. Mivel azonban a pozsonyi evangélikus líceumnál az a tanszék, melynek elfoglalására Tamáskó magát lekötelezte, nem volt üresedésben, ezért a bazini magasabb polgári iskolánál az igazgató-tanári állomást foglalta el, ahol 1838-ig működött. Ez évben a pozsonyi evangélikus egyház-gyülekezet meghívta a líceumhoz a szintaxis osztály tanárának. A Thun rendszer szerint való szervezkedéskor a felső gimnáziumban a német nyelvet tanította és a városi reáliskola felsőbb osztályaiban a protestáns tanulóknak a hittant adta elő. Látván a nagy ellenszenvet, mellyel a tanuló ifjúság a német nyelv tanulása ellen viseltetett az 1850-es években, Tamáskó megragadta az alkalmat, s 1862-ben az egyházgyülekezet azzal kínálta meg, hogy líceumi tanszékét az egyik leányiskolai tanszékkel cserélje fel. Így leányiskolai tanítóvá lett, de emellett a reáliskolánál viselt állását is megtartotta. Tíz évet töltött el mint leánytanító, majd 1872-ben az egyház nyugdíjba helyezte. Hazánk egyik jeles orientalistája és klasszikus műveltségű férfiú volt. Magyarra fordította a Hitópadésát és a Dhammapadamot, ám mindkét mű kéziratban maradt.
Cikke a pozsonyi ág. hitv. ev. főiskola Tudósítványában (1860. Hymni aliquot Vedici e textu potissimum sanscritico Boethlingki Lassenii legibus metricis in latinum translati).

## Munkái
- De causis linguae Sancritae. Dissertatio. Posonii, 1831.
- Német nyelvkönyv... Latin és polgári iskolák használatára. Uo. 1844.
- Vezérfonal a világtörténeti elbeszélésekre. Uo. 1845.
- Ő cs. kir. fensége József főherczeg Magyarország nádorának hivatala félszázados örömünnepére az ág h. főiskola. Uo. 1846. (Szanszkrit versezet).
- Danielis Bersenyi poetae Ecclogae. Bpest, 1880. (Ism. P. Napló 181. sz.).
- A "Szózat" latinul. Pozsony, 1880.

Kéziratban maradt több munkája.